# Dendrobium laciniosum
Dendrobium laciniosum är en orkidéart som beskrevs av Henry Nicholas Ridley. Dendrobium laciniosum ingår i släktet Dendrobium, och familjen orkidéer. Inga underarter finns listade i Catalogue of Life.